# Young Royals
Young Royals è una serie televisiva svedese prodotta da Netflix, distribuita il 1º luglio 2021 in tutti i paesi dove il servizio è disponibile. Il protagonista è Wilhelm (interpretato da Edvin Ryding), un principe svedese mandato in collegio dopo uno scandalo.

## Trama
A seguito di uno scandalo, il principe Wilhelm, secondogenito della casa reale svedese, viene iscritto in un prestigioso collegio, Hillerska, frequentato per lo più dagli adolescenti appartenenti alle famiglie d'élite della nazione. A Hillerska sperimenta nuove amicizie, il suo orientamento sessuale e l'amore. Tuttavia, quando diventa inaspettatamente l'erede al trono, la sua vita prende una piega del tutto inaspettata e seguire il suo cuore si rivelerà più impegnativo del previsto.

## Episodi
| Stagione         | Episodi | Pubblicazione Svezia | Prima TV Italia |
| ---------------- | ------- | -------------------- | --------------- |
| Prima stagione   | 6       | 2021                 | 2021            |
| Seconda stagione | 6       | 2022                 | 2022            |
| Terza stagione   | 6       | 2024                 | 2024            |

## Personaggi e interpreti

### Personaggi principali
- Principe Wilhelm di Svezia (stagioni 1-3), interpretato da Edvin Ryding, doppiato da Alex Polidori.
- Simon Eriksson (stagioni 1-3), interpretato da Omar Rudberg, doppiato da Lorenzo Crisci.
- Sara Eriksson (stagioni 1-3), interpretata da Frida Argento, doppiata da Luna Iansante.
- August Horn di Årnäs, cugino di Wilhelm (stagioni 1-3), interpretato da Malte Gårdinger, doppiato da Andrea Di Maggio.
- Felice Ehrencrona (stagioni 1-3), interpretata da Nikita Uggla, doppiata da Sara Labidi.
- Regina Kristina di Svezia (stagioni 1-3), interpretata da Pernilla August, doppiata da Daniela Abbruzzese.

### Personaggi secondari
- Linda Eriksson (stagioni 1-3), interpretata da Carmen Gloria Pérez, doppiata da Ilaria Latini.
Madre di Simon e Sara.
- Principe Erik di Svezia (stagione 1), interpretato da Ivar Forsling.
Fratello maggiore di Wilhelm.
- Anette Lilja (stagioni 1-2), interpretata da Ingela Olsson.
Preside del collegio di Hillerska.
- Nils Polstjerna (stagioni 1-3), interpretato da Samuel Astor, doppiato da Federico Bebi. 
Studente di Hillerska, amico di August.
- Alexander (stagioni 1-3), interpretato da Xiao-Long Rathje Zhao.
Studente di Hillerska, amico di August.
- Marcus Sköld (stagione 2), interpretato da Tommy Wättring, doppiato da Marco Briglione.
Per breve tempo interesse amoroso di Simon.
- Vanessa Hamilton (stagione 3)                                                                                                                                                                                                                                       Nuova preside di Hillerska

## Produzione
La maggior parte delle riprese hanno avuto luogo a Kaggeholms gård, edificio in stile maniero situato a Stoccolma. Le scene ambientate all'interno del palazzo reale sono state registrate al Castello di Stora Soundby. Il 22 settembre 2021 la serie è stata rinnovata per una seconda stagione le cui riprese si sono tenuta tra febbraio e maggio dell'anno successivo.  La seconda stagione è uscita su Netflix il 1º novembre 2022. Il 14 dicembre 2022 viene ufficializzata la terza ed ultima stagione della serie dagli account dei membri del cast e da quello di Netflix.

## Promozione
Il teaser ufficiale della serie è stato pubblicato il 19 maggio 2021, seguito dal trailer il 17 giugno.
In occasione del primo anniversario della serie, il 1º luglio 2022 sono state distribuite via Instagram le prime immagini della seconda stagione.
Il 30 settembre vengono distribuiti i primi 4 minuti della seconda stagione mentre il trailer ufficiale della seconda stagione è stato pubblicato il 18 ottobre 2022. Con dei teaser il 17 ottobre 2023 sui social Netflix annuncia l'uscita della terza ed ultima stagione nel 2024.